# Von Karman Institute for Fluid Dynamics
Il von Karman Institute for Fluid Dynamics (VKI, in francese Institut von Karman de dynamique des fluides, in olandese von Karman Instituut voor Stromingsdynamica, letteralmente in italiano Istituto von Karman di fluidodinamica) è un'organizzazione internazionale non-profit di ricerca e di formazione, specializzata in tre aree: aeronautica e aerospazio, fluidodinamica ambientale e applicata, turbomacchine e propulsione. Fondata nel 1956, ha sede a Sint-Genesius-Rode, in Belgio.

## Storia
L'istituto venne fondato nell'ottobre 1956 nella cittadina belga di Sint-Genesius-Rode nei laboratori aeronautici che erano stati dell'autorità belga per l'aviazione civile. I laboratori vennero costruiti originariamente nel 1922 ed erano sotto la gestione del ministero della difesa belga. Il primo edificio ad essere costruito era stato destinato ad ospitare una galleria del vento a bassa velocità, a ciclo aperto e con una sezione di prova di 2 m di diametro. Il secondo edificio venne costruito nel 1935 per ospitare gli uffici e altri laboratori, mentre nel 1949 venne eretto un terzo edificio per ospitare una galleria del vento supersonica. Nel corso degli anni trenta il laboratorio fu responsabile della certificazione, dell'ispezione e delle prove su aeromobili e loro componenti. In quegli anni ebbe un ruolo importante nello sviluppo degli elicotteri: sotto la guida di Nicolas Florine venne costruito il primo elicottero a rotori in tandem, che effettuò il primo volo nell'ottobre 1933.
Dopo la seconda guerra mondiale a Sint-Genesius-Rode rimasero solamente i laboratori di aeronautica, mentre le attività di certificazione e ispezione vennero spostati presso l'aeroporto di Bruxelles. Dopo la guerra la galleria ipersonica di Peenemünde, in Germania, la prima d'Europa, venne smantellata e ricostruita nei laboratori di Sint-Genesius-Rode, dove venne usata per tutti gli anni cinquanta.
Nel 1955 il professor Theodore von Kármán, allora presidente dell'AGARD, l'ente di consulenza per la ricerca e sviluppo aerospaziale della NATO, propose l'istituzione di un istituto dedicato alla formazione e alla ricerca nell'aerodinamica, aperta a tutti i ricercatori dei Paesi aderenti alla NATO. Grazie anche al supporto dei delegati belgi dell'AGARD, il governo belga acconsentì a ospitare questa nuova istituzione presso i laboratori di Sint-Genesius-Rode. Di seguito, iniziarono gli studi per l'organizzazione tecnico scientifica dei laboratori e delle attività, mentre in parallelo vennero avviati i negoziati tra il governo belga e il governo statunitense circa la gestione amministrativa. L'accordo venne chiuso nel settembre 1956 e ufficialmente firmato nel dicembre 1956 a Parigi dal general statunitense J.B. Larkin e dall'ambasciatore belga in Francia. Theodore von Kármán venne nominato presidente dell'istituto e tenne questa carica fino alla sua morte nel 1963.
Nel corso degli anni il VKI ha preso parte a diversi progetti di ricerca, tra i quali i test nella galleria del vento per la progettazione della stazione antartica principessa Elisabetta, test su componenti aeronautici fino a Mach 2-2,25 e test aeroacustici nei propulsori dell'Ariane 5. Inoltre, nella galleria del vento ipersonica, che consente di effettuare test a Mach 6, con picchi di Mach 14, era stata progettata la forma della navetta spaziale europea Hermes. Tra il 1995 e il 1998 venne costruito il Plasmatron, una galleria del vento al plasma da 1200 kW in grado di generare un getto di plasma riscaldato fino a circa 10000 K.

## Organizzazione
Le attività dell'istituto sono incentrate sulla ricerca e sulla formazione, coordinate dai tre dipartimenti che ospita: aeronautica e aerospazio, fluidodinamica ambientale e applicata, turbomacchine e propulsione. Nella sua vocazione alla formazione, l'istituto organizza annualmente una decina di serie di conferenze sui vari rami di ricerca nei quali è impegnato.
L'istituto viene finanziato, secondo contribuiti differenziati, da ciascun membro della NATO. La maggior parte dei finanziamenti arriva tramite progetti di ricerca.

## Direttori
Di seguito la lista dei direttori del VKI dalla sua fondazione:
- R. Paul Harrington dal 1956 al 1958,
- Laurence Sterne dal 1958 al 1962,
- W.F. Campbell dal 1962 al 1965,
- Robert O. Dietz dal 1965 al 1970,
- Jean Smolderen dal 1970 al 1976,
- Jean Ginoux dal 1976 al 1990,
- John Wendt dal 1990 al 1999,
- Mario Carbonaro dal 1999 al 2008,
- Jean Muylaert dal 2008 al 2017,
- Pieter Gaele Winters dal 2017 al 2018,
- Peter Grognard dal 2018.